# Gabriela dos Santos Oliveira
Gabriela dos Santos Oliveira (São Paulo, 1 de janeiro de 1970) é uma jogadora de basquete paralímpica brasileira.

## Biografia e carreira
Gabriela é natural de São Paulo. Ela nasceu com má formação congênita nas pernas. Conheceu o basquete em cadeira de rodas aos quatro anos.
Gabriela representou o Brasil nos Jogos Parapan-Americanos de Lima 2019 na Copa América de 2022, onde sagrou-se com a medalha de bronze, no Mundial de basquete em cadeira de rodas de 2023 em Dubai, Emirados Árabes, entre outras competições nacionais e internacionais.

## Principais conquistas
- Copa América de 2022: bronze